# Дольфин из Карлайла
Дольфин из Карлайла (англ. Dolfin of Carlisle; ум. после 1092) — нортумбрийский аристократ, наместник Камберленда, вероятно сын Госпатрика I, графа Нортумбрии. 

## Биография
Англосаксонская хроника под 1092 годом сообщает, что король Англии Вильгельм Рыжий отправился с походом в Северную Англию. Прибыв в Карлайл, он восстановил город и построил замок. При этом он выгнал Дольфина, который управлял этой землёй ранее.
Существуют разные гипотезы по идентификации упомянутого Дольфина из Карлайла, но по устоявшейся версии он мог быть идентифицирован с Дольфином, одним из трёх сыновей графа Нортумбрии Госпатрика (I), упоминаемых Симеоном Даремским. В пользу этого говорит тот факт, что Госпатрик, бежавший в Шотландию около 1072 года после потери своих владений, получил обширные владения в Лотиане, его сын в это же время мог получить земли в Камбрии (Камберленде). Но вероятнее эти владения Дольфин получил от короля Шотландии Малькольма III. Высокое положение Дольфина в Камбрии также может отражать тот факт, что двое младших братьев Дольфина, Волдев (Вальтеоф) и Госпатрик в официальных документах называли себя братьями Дольфина. Существовала также гипотеза, что Дольфин был графом Лотиана. 
В одном из документов, датированном около 1275 года, сообщается, что у графа Госпатрика, раннего графа Данбара, был брат Дольфин, граф в Нортумберленде, и они оба были бастардами, кроме того у них был законнорожденные брат Волдев и сестра Этелреда.
Поздние генеалогии идентифицировали Дольфина из Карлайла с Дольфином Фиц-Утредом, родоначальником Невиллов, однако эта версия имеет хронологические проблемы.

## Брак и дети
Имя жены Дольфина неизвестно. Дети:
- Утред Фиц-Дольфин де Кангестон, владелец земель в Конистоуне (Скиптон) и в Бёнрсолле (Балмер)